# Claudia
Claudia (auch Klaudia) ist ein weiblicher Vorname; männliche Pendants sind u. a. Claudius, Claudio und Claudiu. Zur Herkunft des Namens siehe Claudier.

## Verbreitung
In der ersten Hälfte des 20. Jahrhunderts war der Name Claudia in Deutschland wenig beliebt. Seit Anfang der vierziger Jahre wurde er jedoch zunehmend populärer. Von der Mitte der sechziger bis zur Mitte der siebziger Jahre gehörte der Name durchweg zu den zehn häufigsten weiblichen Vornamen. Er war Ende der Sechziger sogar einige Male auf Platz eins der Häufigkeitsstatistik. Seit Ende der Achtziger ist der Name immer mehr aus der Mode gekommen. In Österreich gehörte er bis Mitte der 80er Jahre zu den beliebtesten Vornamen, bis er ab 1986 steil abfiel und seit 1999 nicht einmal mehr unter den ersten 60 zu finden ist.

## Namenstag
- 20. März, nach der Märtyrerin Claudia († um 300 in Rom)
- 18. Mai, Gefährtin von Theodotus, Thekusa, Alexandra, Phaina, Euphrasia, Matrona und Julitta († um 303 in Ankyra, dem heutigen Ankara)
- 18. August, nach Claudia von Genf (Ende des 15. Jahrhunderts)

## Varianten
- Claude (weiblich und männlich), Claudine / Claudette (französisch), Claudja

- Κλαυδία (altgriechisch Klaudía, neugriechisch Klavdía) und Κλωδία (altgriechisch Klodía, neugriechisch Klodía mit weichem  „th“)

- Клавдия Klawdija (russisch)
- Klaudija (serbisch)

## Bekannte Namensträgerinnen

### Altertum
- Claudia (Tochter des Appius Claudius Caecus)
- Claudia (Vestalin) (2. Jahrhundert v. Chr.), Vestalin

- Claudia Marcella die Ältere (Claudia Marcella Maior) (* um 43 v. Chr.), römische Adlige

- Claudia Marcella die Jüngere (Claudia Marcella Minor) (* um 39 v. Chr.), römische Adlige

- Claudia Octavia oder Octavia die Jüngere (40–62 n. Chr.), Tochter des römischen Kaisers Claudius und dessen dritter Frau Messalina sowie erste Ehefrau von Nero

- Claudia Acte († nach 68), Geliebte des römischen Kaisers Nero
- Claudia Quinta, Gestalt einer römischen Legende
- Claudia Procula, Ehefrau des Pontius Pilatus
- Κλαυδία, Name einer im Neuen Testament (2 Tim 4,21) beiläufig erwähnten Christin
- Claudia, von Sueton verwendete Schreibweise des Namens der zeitweiligen Gattin Octavians, Clodia

### Neuzeit
- Claudia von Frankreich (1499–1524), Königin von Frankreich
- Claudia von Valois (Claude de Valois) (1547–1575), Prinzessin von Frankreich und Herzogin von Lothringen
- Claudia de’ Medici (1604–1648), Erzherzogin von Österreich und Landesfürstin von Tirol

#### Claudia
- Claudia Baccarini (1910–2024), italienische Altersrekordlerin
- Claudia Balk (* 1955), deutsche Theaterwissenschaftlerin
- Claudia Bandion-Ortner (* 1966), österreichische Politikerin
- Claudia von Brauchitsch (* 1974), deutsche Journalistin und Fernsehmoderatorin
- Claudia Cardinale (* 1938), italienische Schauspielerin
- Claudia Demarmels (* 1954), Schweizer Schauspielerin
- Claudia Doren (1931–1987), deutsche Fernsehansagerin
- Claudia Eisinger (* 1984), deutsche Schauspielerin
- Claudia Felser (* 1962), deutsche Chemikerin und Materialwissenschaftlerin
- Claudia Gerini (* 1971), italienische Schauspielerin
- Claudia Goldin (* 1946), US-amerikanische Wirtschaftswissenschaftlerin
- Claudia Hartl (* 1992), österreichische Skibobfahrerin
- Claudia Hiersche (* 1977), deutsche Moderatorin und Schauspielerin
- Claudia Hillebrandt (* 1982), deutsche Sprach- und Literaturwissenschaftlerin und Hochschullehrerin
- Claudia Jessie (* 1989), britische Schauspielerin
- Claudia Jung (* 1964), deutsche Schlagersängerin
- Claudia Kemfert (* 1968), deutsche Ökonomin
- Claudia Kemper (* 1973), deutsche Historikerin und Hochschullehrerin
- Claudia Kleinert (* 1969), deutsche Fernsehmoderatorin
- Claudia Kohde-Kilsch (* 1963), deutsche Tennisspielerin
- Claudia Kotter (1980–2011), deutsche Organspende-Aktivistin und Autorin
- Claudia Lange (* 1966), deutsche Sprachwissenschaftlerin und Hochschullehrerin
- Claudia Leistner (* 1965), deutsche Eiskunstläuferin
- Claudia Lichtenberg (* 1985), deutsche Radrennfahrerin
- Claudia Linzer (* 1979), österreichische Filmeditorin
- Claudia Lücking-Michel (* 1962), deutsche Theologin und Politikerin
- Claudia Michelsen (* 1969), deutsche Schauspielerin
- Claudia Mohr (* 1982), Schweizer Umweltwissenschaftlerin und Hochschullehrerin
- Claudia Mori (* 1944), italienische Sängerin, Schauspielerin und Produzentin
- Claudia Neben (* 1989 oder 1990), erste U-Bootkommandantin der Bundesmarine
- Claudia Neuhauser (* 1962), deutsch-US-amerikanische Mathematikerin und Hochschullehrerin
- Claudia Nystad (* 1978), deutsche Skilangläuferin und zweifache Olympiasiegerin
- Claudia Ott (* 1968), deutsche Arabistin, Autorin, Übersetzerin und Musikerin
- Claudia Pechstein (* 1972), deutsche Eisschnellläuferin
- Claudia Peter, deutsche Germanistin, Kunsthistorikerin und Journalistin
- Claudia Pichler (* 1985), deutsche Kabarettistin und Buchautorin
- Claudia Reiterer (* 1968), österreichische Fernsehmoderatorin, Journalistin und Buchautorin
- Claudia Riegler (* 1973), österreichische Snowboarderin
- Claudia Rieschel (* 1950), deutsche Schauspielerin
- Claudia Roth (* 1955), deutsche Politikerin (B90/Grüne)
- Claudia Schiffer (* 1970), deutsches Mannequin und Fotomodell
- Claudia Schmutzler (* 1966), deutsche Schauspielerin
- Claudia Süss-Sprenger (* 1958), liechtensteinische Skilangläuferin
- Claudia Urbschat-Mingues (* 1970), deutsche Schauspielerin, Synchron- und Hörspielsprecherin
- Claudia Vorst (* 1963), deutsche Pädagogin, Germanistin und Hochschullehrerin
- Claudia Waldi (* 1964), deutsche Ruderin
- Claudia Wedekind (1942–2015), deutsche Schauspielerin
- Claudia Weiss (Historikerin) (* 1967), deutsche Schriftstellerin und Historikerin
- Claudia Weiss (Politikerin) (* 1975), deutsche Politikerin (AfD)
- Claudia Wenger (* 2001), österreichische Fußballspielerin
- Claudia Wenzel (* 1959), deutsche Schauspielerin

#### Klaudia
- Klaudia Adamek (* 1999), polnische Leichtathletin
- Klaudia Schanna Botschar (* 1980), russische Schauspielerin
- Klaudia Chowaniec (* 1991), polnische Naturbahnrodlerin
- Klaudia Dudová (* 1988), tschechische Filmschauspielerin
- Klaudia Fabová (* 1998), slowakische Fußballspielerin
- Klaudia Friedl (* 1963), österreichische Politikerin (SPÖ) und leitende Angestellte
- Klaudia Gawlas (* 1981), polnisch-deutsche Techno-DJ und Musikproduzentin
- Klaudia Hornung (1962–2022), deutsche Ruderin
- Klaudia Jachira (* 1988), polnische Schauspielerin und Politikerin (Grüne)
- Klaudia Jans-Ignacik (* 1984), polnische Tennisspielerin
- Klaudia Kardasz (* 1996), polnische Leichtathletin
- Klaudia Kazimierska (* 2001), polnische Leichtathletin
- Klaudia Kelly (* 1988), US-amerikanische Pornodarstellerin
- Klaudia Konieczna (* 1995), polnische Volleyballspielerin
- Klaudia Konopko (* 1992), polnische Leichtathletin
- Klaudia Kulon (* 1992), polnische Schachspielerin
- Klaudia Malenovská (* 1989), slowakische Tennisspielerin
- Klaudia Martini (1950–2024), deutsche Juristin, Managerin und Politikerin (SPD)
- Klaudia Maruszewska (* 1997), polnische Speerwerferin
- Klaudia Medlová (* 1993), slowakische Snowboarderin
- Klaudia Meisterhofer (* 1970), österreichische Triathlon-Sportlerin
- Klaudia Olejniczak (* 1997), polnische Fußballspielerin
- Klaudia Pintér (* 2001), ungarische Handballspielerin
- Klaudia Ruschkowski (* 1959), deutsche Autorin, Dramaturgin, Übersetzerin, Herausgeberin und Kuratorin
- Klaudia Schifferle (* 1955), Schweizer Malerin, Bildhauerin und Zeichnerin
- Klaudia Schultheis (* 1960), Professorin für Grundschulpädagogik und Grundschuldidaktik
- Klaudia Siciarz (* 1998), polnische Hürdenläuferin
- Klaudia Sorok (* 1998), ungarische Hürdenläuferin
- Klaudia Tanner (* 1970), österreichische Bundesministerin für Landesverteidigung
- Klaudia Thalhammer-Koch (* 1958), österreichische Eiskunstläuferin und Frauenrechtsaktivistin
- Klaudia Wanner (* 1967), österreichische Zeichnerin und Schauspielerin
- Klaudia Wick (* 1964), deutsche Journalistin, Sachbuchautorin und Fernsehkritikerin
- Klaudia Wojtunik (* 1999), polnische Leichtathletin
- Klaudia Zotzmann-Koch (* 1978), deutsche Schriftstellerin/Autorin, Podcasterin und Datenschutzaktivistin
- Klaudia Zwolińska (* 1998), polnische Kanutin

#### Klawdija
- Klawdija Barchatowa (1917–1990), sowjetische Astronomin und Hochschullehrerin
- Klawdija Bojarskich (1939–2009), sowjetische Skilangläuferin
- Klawdija Chabarowa (1927–2014), sowjetische bzw. russische Theater- und Filmschauspielerin sowie Sängerin
- Klawdija Gadjutschkina (* 1910), russische Supercentenarian
- Klawdija Gorschkowa (1921–2002), sowjetische bzw. russische Linguistin und Hochschullehrerin
- Klawdija Kildischewa (1917–1994), sowjetisch-russische Luftfahrtingenieurin
- Klawdija Kirsanowa (1887–1947), sowjetische Staats- und Parteifunktionärin
- Klawdija Latyschewa (1897–1956), sowjetische Mathematikerin und Hochschullehrerin
- Klawdija Majutschaja (1918–1989), sowjetische Leichtathletin
- Klawdija Nikolajewa (1893–1944), russische Revolutionärin und Frauenrechtlerin
- Klawdija Nowgorodzewa (1876–1960), Funktionärin der russischen revolutionären Bewegung
- Klawdija Schulschenko (1906–1984), eine der beliebtesten Sängerinnen in der Sowjetunion
- Klawdija Toptschijewa (1911–1984), sowjetische Physikochemikerin und Hochschullehrerin
- Klawdija Totschonowa (1921–2004), sowjetische Kugelstoßerin